# Upper Mount Gravatt
Upper Mount Gravatt är en del av en befolkad plats i Australien. Den ligger i kommunen Brisbane och delstaten Queensland, omkring 12 kilometer sydost om delstatshuvudstaden Brisbane. Antalet invånare är 8 851.
Runt Upper Mount Gravatt är det mycket tätbefolkat, med 1 018 invånare per kvadratkilometer.. Närmaste större samhälle är Brisbane, omkring 12 kilometer nordväst om Upper Mount Gravatt.
Runt Upper Mount Gravatt är det i huvudsak tätbebyggt. Genomsnittlig årsnederbörd är 1 424 millimeter. Den regnigaste månaden är januari, med i genomsnitt 275 mm nederbörd, och den torraste är oktober, med 21 mm nederbörd.